# 16169 Janapaty
A 16169 Janapaty (ideiglenes jelöléssel (16169) 2000 AO95) a Naprendszer kisbolygóövében található aszteroida. A LINEAR projekt keretében fedezték fel 2000. január 4-én.